# Ôn Túc
Ôn Túc (chữ Hán giản thể: 温宿县) là một huyện thuộc địa khu Aksu, Tân Cương, Cộng hòa Nhân dân Trung Hoa. Huyện này có diện tích 14.309 ki-lô-mét vuông, dân số năm 2002 là 210.000 người. Về mặt hành chính, huyện này được chia thành trấn, hương.
- Trấn: Ôn Túc
- Hương: Thác-hồ-lạp, A-nhiệt-lặc, Kháp-cách-lạp-khắc, Thổ-mộc-tú-khắc, Giai-mộc, Y-hy-lai-mộc-kỳ, Khắc-tư-lặc, Cổ-lặc-a-ngõa-đề, hương dân tộc Bao-tư-đôn-kha-nhĩ-khắc-tư.

## Khí hậu
| Dữ liệu khí hậu của Ôn Túc, elevation 1.133 m (3.717 ft), (1991–2020 normals) | Dữ liệu khí hậu của Ôn Túc, elevation 1.133 m (3.717 ft), (1991–2020 normals) | Dữ liệu khí hậu của Ôn Túc, elevation 1.133 m (3.717 ft), (1991–2020 normals) | Dữ liệu khí hậu của Ôn Túc, elevation 1.133 m (3.717 ft), (1991–2020 normals) | Dữ liệu khí hậu của Ôn Túc, elevation 1.133 m (3.717 ft), (1991–2020 normals) | Dữ liệu khí hậu của Ôn Túc, elevation 1.133 m (3.717 ft), (1991–2020 normals) | Dữ liệu khí hậu của Ôn Túc, elevation 1.133 m (3.717 ft), (1991–2020 normals) | Dữ liệu khí hậu của Ôn Túc, elevation 1.133 m (3.717 ft), (1991–2020 normals) | Dữ liệu khí hậu của Ôn Túc, elevation 1.133 m (3.717 ft), (1991–2020 normals) | Dữ liệu khí hậu của Ôn Túc, elevation 1.133 m (3.717 ft), (1991–2020 normals) | Dữ liệu khí hậu của Ôn Túc, elevation 1.133 m (3.717 ft), (1991–2020 normals) | Dữ liệu khí hậu của Ôn Túc, elevation 1.133 m (3.717 ft), (1991–2020 normals) | Dữ liệu khí hậu của Ôn Túc, elevation 1.133 m (3.717 ft), (1991–2020 normals) | Dữ liệu khí hậu của Ôn Túc, elevation 1.133 m (3.717 ft), (1991–2020 normals) |
| Tháng                                                                         | 1                                                                             | 2                                                                             | 3                                                                             | 4                                                                             | 5                                                                             | 6                                                                             | 7                                                                             | 8                                                                             | 9                                                                             | 10                                                                            | 11                                                                            | 12                                                                            | Năm                                                                           |
| ----------------------------------------------------------------------------- | ----------------------------------------------------------------------------- | ----------------------------------------------------------------------------- | ----------------------------------------------------------------------------- | ----------------------------------------------------------------------------- | ----------------------------------------------------------------------------- | ----------------------------------------------------------------------------- | ----------------------------------------------------------------------------- | ----------------------------------------------------------------------------- | ----------------------------------------------------------------------------- | ----------------------------------------------------------------------------- | ----------------------------------------------------------------------------- | ----------------------------------------------------------------------------- | ----------------------------------------------------------------------------- |
| Trung bình ngày tối đa °C (°F)                                                | −1.0 (30.2)                                                                   | 5.3 (41.5)                                                                    | 14.2 (57.6)                                                                   | 22.4 (72.3)                                                                   | 26.8 (80.2)                                                                   | 29.9 (85.8)                                                                   | 31.3 (88.3)                                                                   | 30.2 (86.4)                                                                   | 26.2 (79.2)                                                                   | 19.4 (66.9)                                                                   | 9.8 (49.6)                                                                    | 0.8 (33.4)                                                                    | 17.9 (64.3)                                                                   |
| Trung bình ngày °C (°F)                                                       | −7.3 (18.9)                                                                   | −1.1 (30.0)                                                                   | 8.0 (46.4)                                                                    | 15.8 (60.4)                                                                   | 20.2 (68.4)                                                                   | 23.1 (73.6)                                                                   | 24.4 (75.9)                                                                   | 23.2 (73.8)                                                                   | 18.9 (66.0)                                                                   | 11.7 (53.1)                                                                   | 2.9 (37.2)                                                                    | −4.9 (23.2)                                                                   | 11.2 (52.2)                                                                   |
| Tối thiểu trung bình ngày °C (°F)                                             | −12.5 (9.5)                                                                   | −6.8 (19.8)                                                                   | 1.7 (35.1)                                                                    | 9.2 (48.6)                                                                    | 13.9 (57.0)                                                                   | 16.7 (62.1)                                                                   | 18.0 (64.4)                                                                   | 16.8 (62.2)                                                                   | 12.3 (54.1)                                                                   | 4.9 (40.8)                                                                    | −2.3 (27.9)                                                                   | −9.1 (15.6)                                                                   | 5.2 (41.4)                                                                    |
| Lượng Giáng thủy trung bình mm (inches)                                       | 1.8 (0.07)                                                                    | 3.2 (0.13)                                                                    | 4.0 (0.16)                                                                    | 5.4 (0.21)                                                                    | 9.6 (0.38)                                                                    | 19.6 (0.77)                                                                   | 15.7 (0.62)                                                                   | 15.9 (0.63)                                                                   | 12.6 (0.50)                                                                   | 4.4 (0.17)                                                                    | 2.5 (0.10)                                                                    | 3.4 (0.13)                                                                    | 98.1 (3.87)                                                                   |
| Số ngày giáng thủy trung bình (≥ 0.1 mm)                                      | 2.9                                                                           | 2.4                                                                           | 1.4                                                                           | 1.9                                                                           | 3.8                                                                           | 6.6                                                                           | 6.3                                                                           | 7.0                                                                           | 4.2                                                                           | 1.4                                                                           | 1.2                                                                           | 2.9                                                                           | 42                                                                            |
| Số ngày tuyết rơi trung bình                                                  | 5.7                                                                           | 3.6                                                                           | 0.8                                                                           | 0.1                                                                           | 0                                                                             | 0                                                                             | 0                                                                             | 0                                                                             | 0                                                                             | 0                                                                             | 1.4                                                                           | 5.8                                                                           | 17.4                                                                          |
| Độ ẩm tương đối trung bình (%)                                                | 68                                                                            | 59                                                                            | 44                                                                            | 37                                                                            | 41                                                                            | 48                                                                            | 52                                                                            | 56                                                                            | 57                                                                            | 57                                                                            | 64                                                                            | 72                                                                            | 55                                                                            |
| Số giờ nắng trung bình tháng                                                  | 177.1                                                                         | 182.3                                                                         | 199.7                                                                         | 224.8                                                                         | 264.7                                                                         | 281.5                                                                         | 300.5                                                                         | 278.1                                                                         | 250.0                                                                         | 246.4                                                                         | 192.4                                                                         | 158.1                                                                         | 2.755,6                                                                       |
| Phần trăm nắng có thể                                                         | 59                                                                            | 60                                                                            | 53                                                                            | 56                                                                            | 59                                                                            | 62                                                                            | 66                                                                            | 66                                                                            | 68                                                                            | 73                                                                            | 66                                                                            | 56                                                                            | 62                                                                            |
| Nguồn: China Meteorological Administration                                    |                                                                               |                                                                               |                                                                               |                                                                               |                                                                               |                                                                               |                                                                               |                                                                               |                                                                               |                                                                               |                                                                               |                                                                               |                                                                               |